# Аббясов, Шамиль Эрфанович
Шами́ль Эрфа́нович Аббя́сов (род. 16 апреля 1957, Араван, Ошская область) — советский киргизский легкоатлет, специалист по прыжкам в длину и тройным прыжкам. Выступал за сборную СССР по лёгкой атлетике в 1980-х годах, чемпион Европы в помещении, многократный победитель и призёр первенств всесоюзного значения, бывший рекордсмен мира в тройном прыжке в помещении. Мастер спорта СССР международного класса.

## Биография
Шамиль Аббясов родился 16 апреля 1957 года в селе Араван Ошской области Киргизской ССР.
Занимался лёгкой атлетикой во Фрунзе, окончил Фрунзенский политехнический институт, где обучался на кафедре технология  машиностроения. Состоял в добровольном спортивном обществе «Динамо».
Впервые заявил о себе на всесоюзном уровне в сезоне 1980 года, когда в тройном прыжке выиграл бронзовую медаль на зимнем чемпионате СССР в Москве. Позднее одержал победу в прыжках в длину на летнем чемпионате СССР в Донецке.
В 1981 году вошёл в состав советской сборной и выступил на чемпионате Европы в помещении в Гренобле, где стал бронзовым призёром в прыжках в длину и победил в тройных прыжках. В финале тройного прыжка установил мировой рекорд — 17,30 метра. Помимо этого, в прыжках в длину был вторым на Кубке Европы в Загребе и третьим на Кубке мира в Риме.
В 1982 году в прыжках в длину получил серебро на зимнем чемпионате СССР в Москве, выступил на чемпионате Европы в Афинах.
В 1985 году в той же дисциплине стал серебряным призёром на зимнем чемпионате СССР в Кишинёве.
В 1987 году в прыжках в длину взял бронзу на зимнем чемпионате СССР в Пензе.
За выдающиеся спортивные достижения удостоен почётного звания «Мастер спорта СССР международного класса».
Женат на олимпийской чемпионке по прыжкам в длину Татьяне Колпаковой, есть дочь и сыновья-двойняшки. С 2001 года с семьёй постоянно проживает в Королёве.